# Бермудские Острова на зимних Олимпийских играх 2010
Бермуды на зимних Олимпийских играх 2010 были представлены одним спортсменом в одном виде спорта.

## Результаты соревнований

### Лыжные гонки
Мужчины
Дистанция
| Соревнование           | Спортсмен    | Результат | Место |
| ---------------------- | ------------ | --------- | ----- |
| 15 км свободным стилем | Таккер Мёрфи | 42:39,1   | 88    |